# Departamento General Obligado
Das Departamento General Obligado liegt im Nordosten der Provinz Santa Fe im Zentrum Argentiniens und ist eine von 19 Verwaltungseinheiten der Provinz. 
Es grenzt im Norden an die Provinz Chaco, im Osten, getrennt durch den Río Paraná, an die Provinz Corrientes, im Süden an das Departamento San Javier und im Westen an das Departamento Vera. 
Die Hauptstadt des Departamento General Obligado ist Reconquista.

## Bevölkerung
Nach Schätzungen des INDEC stieg die Einwohnerzahl von 166.436 (2001) auf 191.240 Einwohner im Jahre 2005.

## Städte und Gemeinden
Das Departamento General Obligado ist in folgende Gemeinden aufgeteilt:
- Arroyo Ceibal
- Avellaneda
- Berna
- El Arazá
- El Rabón
- El Sombrerito
- Florencia
- Guadalupe Norte
- Ingeniero Chanourdie
- La Sarita
- Lanteri
- Las Garzas
- Las Toscas
- Los Laureles
- Malabrigo
- Nicanor Molinas
- Reconquista
- San Antonio de Obligado
- Tacuarendí
- Villa Ana
- Villa Guillermina
- Villa Ocampo

Koordinaten: 29° 0′ S, 59° 36′ W